# Obiliq
Obiliq (in serbo Обилић?, Obilić; in albanese Obiliq o Obiliqi, anche Kastriot o Kastrioti) è un comune del Kosovo di 21 549 abitanti, appartenente al distretto di Pristina.

## Topinimo
Dopo la liberazione dai turchi, nel 1912, prese il nome Obilić in onore di Miloš Obilić, l'eroe serbo della battaglia della Piana dei Merli del 1389 che uccise il sultano Murad I. Prima di allora si chiamava Globoderica / Klobodarica. Recentemente per la città gli albanesi hanno utilizzato il nome Kastriot in onore di Scanderberg.

## Geografia antropica

### Suddivisioni amministrative
Il Comune di Kastriot / Obilić si divide nei seguenti insediamenti :
- (SQ)  Hade / (SR)  Ade;
- (SQ)  Babimoc / (SR)  Babin Most;
- (SQ)  Bakshi / (SR)  Bakšija;
- (SQ)  Brezni (già Breznicë) / (SR)  Breznica;
- (SQ)  Graboci i Epërm / (SR)  Gornji Grabovac;
- (SQ)  Shegëzë (già Kozaricë) / (SR)  Kosarica;
- (SQ)  Dardhisht (già Kryshec) / (SR)  Kruševac;
- (SQ)  Lulgjak (già Llazarevë) / (SR)  Lazarevo;
- (SQ)  Lajthisht (già Leshkoshiq) / (SR)  Leskovčić;
- (SQ)  Mazgit / (SR)  Mazgit;
- (SQ)  Mirashi (già Dobrosella) / Miraš
- (SQ)  Muzaka (già Milloshevë) / (SR)  Miloševo;
- (SQ)  Obiliqi / (SR)  Obilić;
- (SQ)  Analum (già Plemetin) / (SR)  Plemetina;
- (SQ)  Balshaj / (SR)  Raskovo;
- (SQ)  Miniera e Kosovës / (SR)  Rudnik Kosovo;
- (SQ)  Shpat o Muzakaj (già Siboc) / (SR)  Sibovac;
- (SQ)  Hamidi / (SR)  Hamidija;
- (SQ)  Palaj (già Caravodicë) / (SR)  Crkvena Vodica;
- (SQ)  Shipitullë / (SR)  Šipitula.

## Economia
Sul territorio comunale sorgono le centrali termoelettiche Kosovo A e Kosovo B alimentate a carbone di lignite grazie alla locale miniera di carbone a cielo aperto di Mirash/Miraš, gestite dalla Kosovo Energy Corporation (KEK).

## Società

### Evoluzione demografica
| Composizione etnica |          |   |       |   |        |   |          |   |     |   |         |   |          |   |        |   |        |
| Anno/Etnia          | Albanesi | % | Serbi | % | Turchi | % | Bosniaci | % | Rom | % | Ashkali | % | Egiziani | % | Gorani | % | Totale |
| 2011                | 19 854   |   | 276   |   | 2      |   | 58       |   | 661 |   | 578     |   | 27       |   | 5      |   | 21 549 |